# 아마가사키 조선 초중급학교
아마가사끼조선초중급학교는 학교법인 효고조선학원이 운영하는 효고현 아마가사키시에 있는 조선학교이다.
일본의 유치원·소학교·중학교에 상당하는 교육을 하는 학교이다.

## 연혁
- 1945년：국어강습소로 개설
- 1946년-1948년：아마가사키 조련초등학원에 집약화
- 1949년：조선학교패쇄령의 다음 아마가사키 시립학교의 분교로 존족
- 1956년：아마가사키 조선 중급학교설립
- 1967년：오시마 조선 초급학교에 유치반 설치
- 1975년：오시마초등학교와 아마가사키 조선 중급학교를 통합하여 현재 학교이름으로 됨
- 1976년：다치바나 조선 초급학교를 통합
- 2001년：한신 조선 초급학교를 통합
- 2008년：아마가사키 히가시 조선 초급학교를 통합
- 2011년：창립65주년을 맞음

## 학과
- 중급부
- 초급부
- 유치반

## 출신자
- 남효준 ‐ 현대미술작가
- 박강조（축구선수, 비셀 고베）
- 김명휘（축구선수, 카탈레 도야마）